# 黑雀鲷
黑雀鲷（学名：Pomacentrus nigricans）为雀鲷科雀鲷属的鱼类。分布于太平洋西部和中部、北至日本琉球群岛以及南海诸岛海域等。